# Saperda perforata
Saperda perforata es una especie de escarabajo longicornio del género Saperda, subfamilia Lamiinae. Fue descrita científicamente por Pallas en 1773.
Se distribuye por Ucrania (Crimea), Kazajistán, Georgia, Serbia, Lituania, Croacia, Rusia europea, Bosnia y Herzegovina, Chequia, España, Eslovaquia, Estonia, Azerbaiyán, Letonia, Montenegro, Irán, Moldavia, Suecia, Suiza, Grecia, Polonia, Rumania, Noruega, Mongolia, Bielorrusia, Hungría, Italia, Japón, Francia, Turquía, Argelia, Albania, Bulgaria, Finlandia, Alemania y Armenia. Mide 12-20 milímetros de longitud. El período de vuelo ocurre en los meses de mayo, junio, julio y agosto.

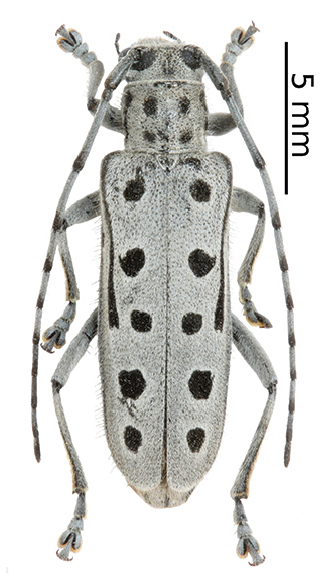
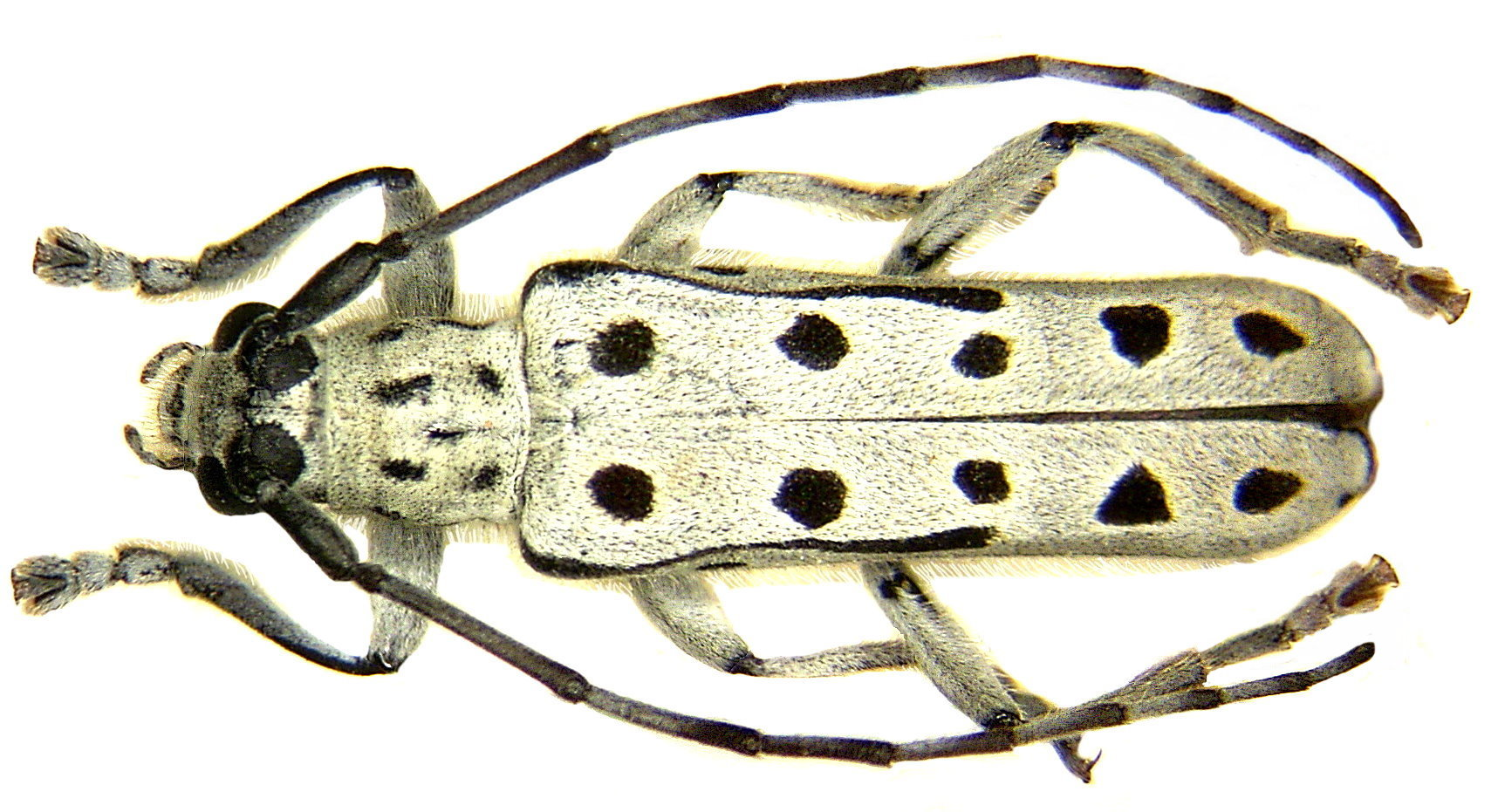
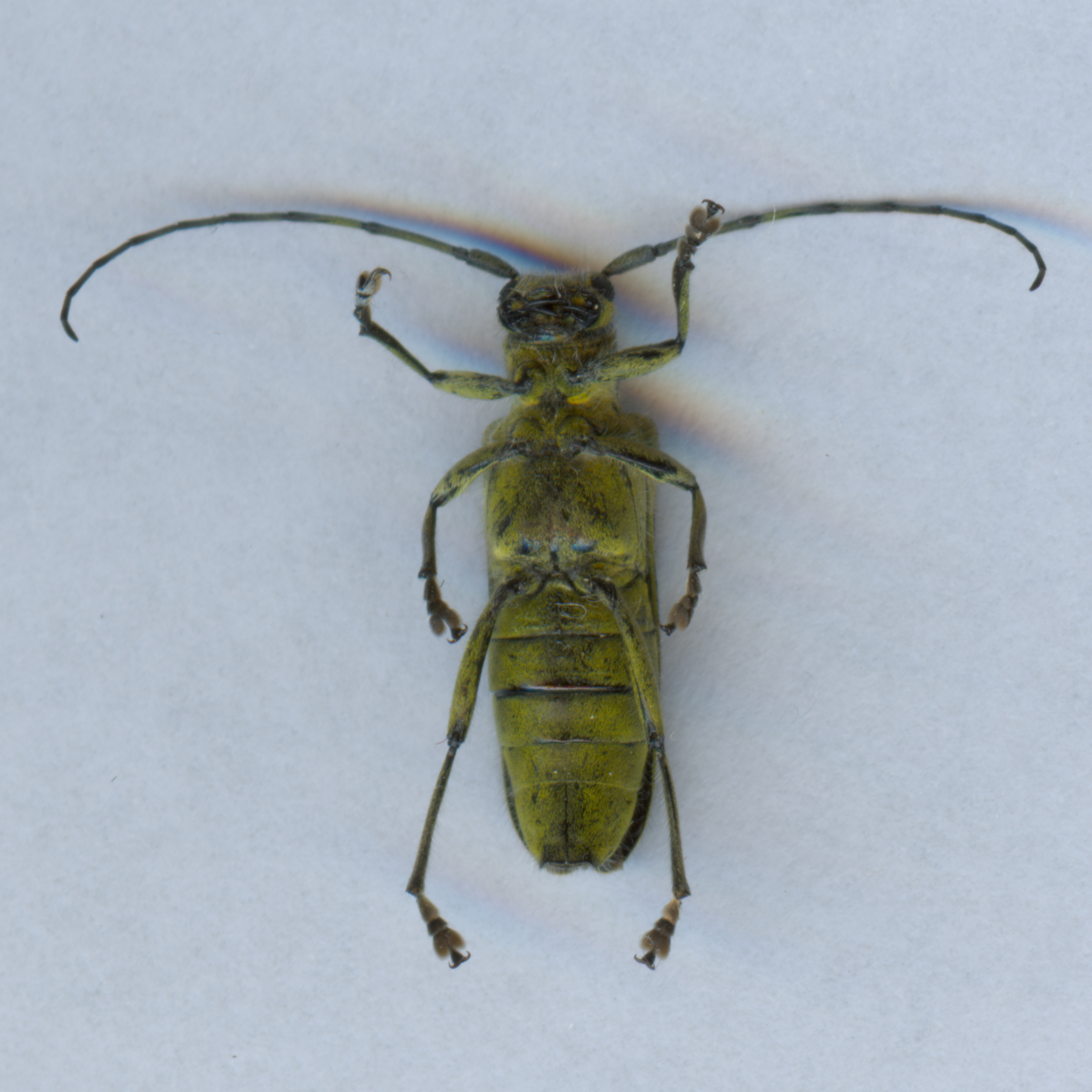
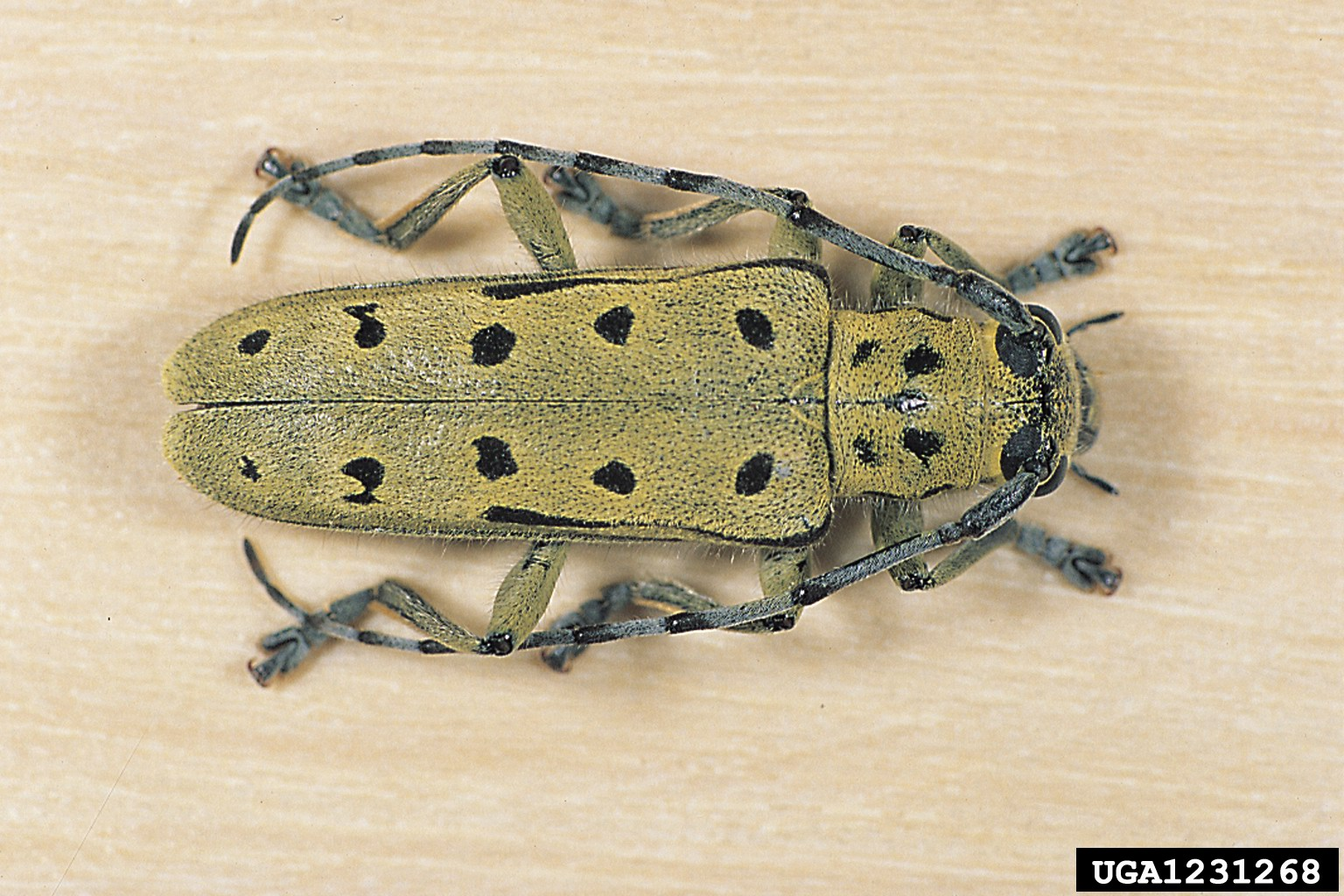
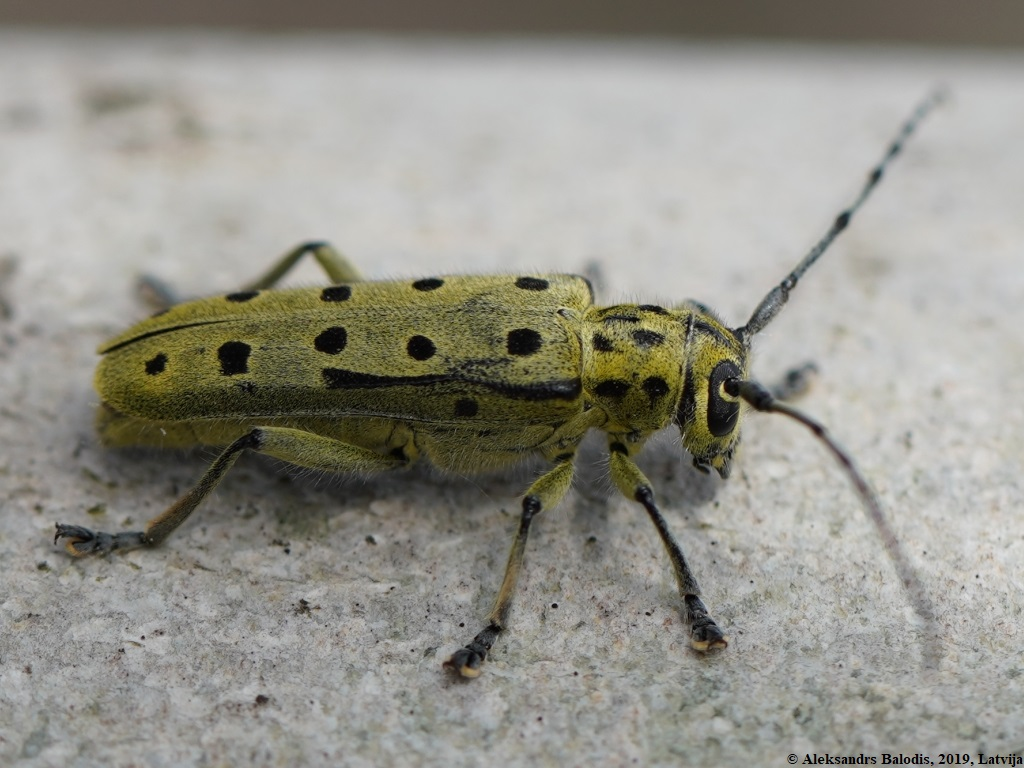
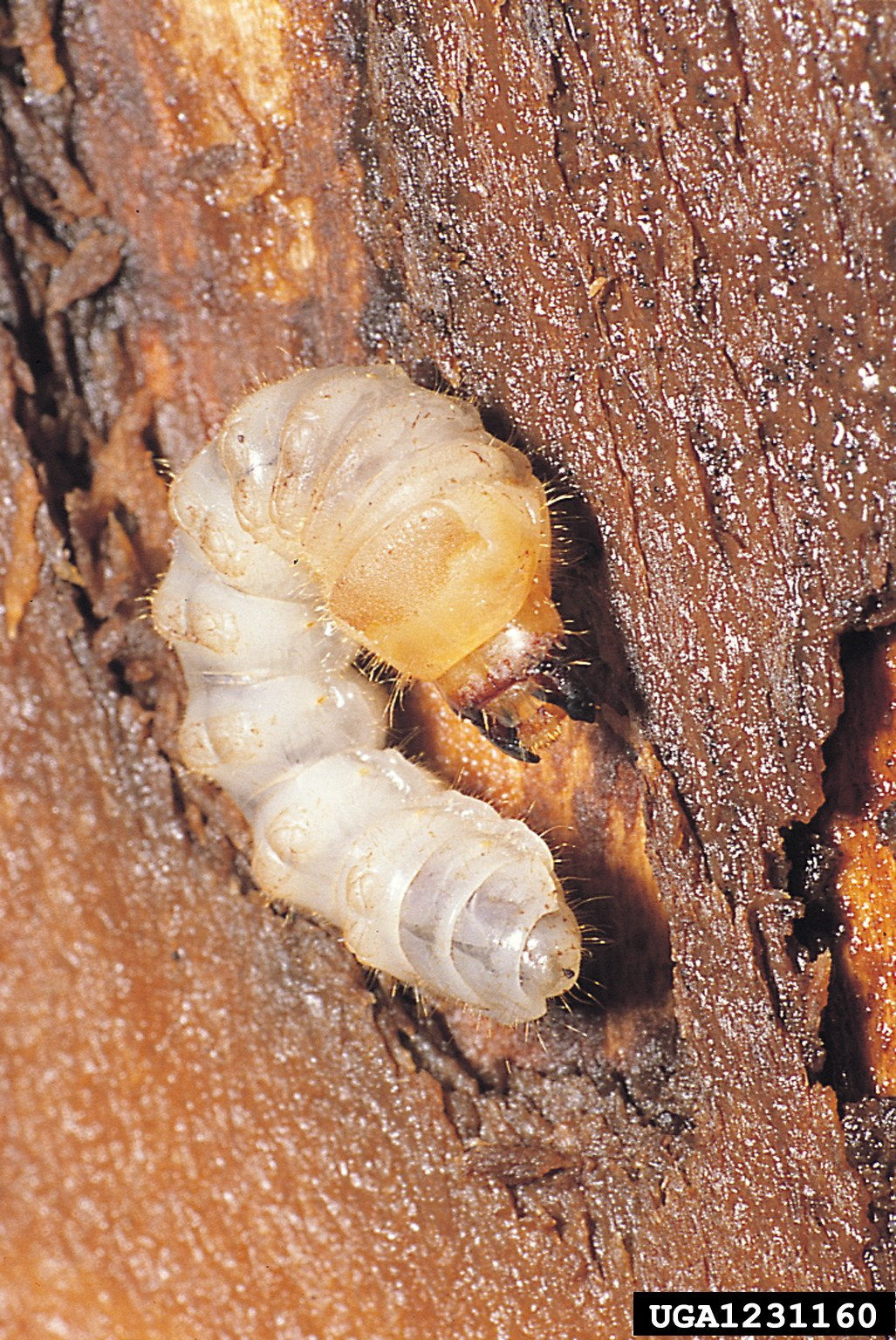
Larva